# لا بومبونيرا
ملعب ألبرتو خوسيه أرماندو (بالإسبانية: Estadio Alberto J. Armando)‏ الشهير باسم لا بومبونيرا (بالإسبانية: La Bombonera)‏ و(بالعربية: علبة الشوكولاتة) هو ملعب يقع في حي لا بوكا في بوينس آيرس، الأرجنتين. يتسع الملعب لحوالي 49,000 متفرج. وقد بدأ العمل في إنشاء الاستاد يوم 18 فبراير 1938. وتم افتتاحه يوم 25 مايو 1940. أرضية الملعب هي من العشب الطبيعي. يملك الملعب من قبل بوكا جونيورز، وهو واحد من أشهر أندية كرة القدم الأرجنتينية.

## معرض الصور

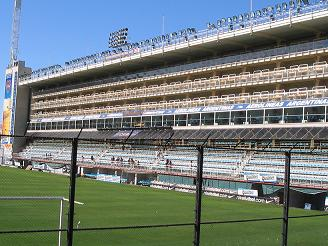
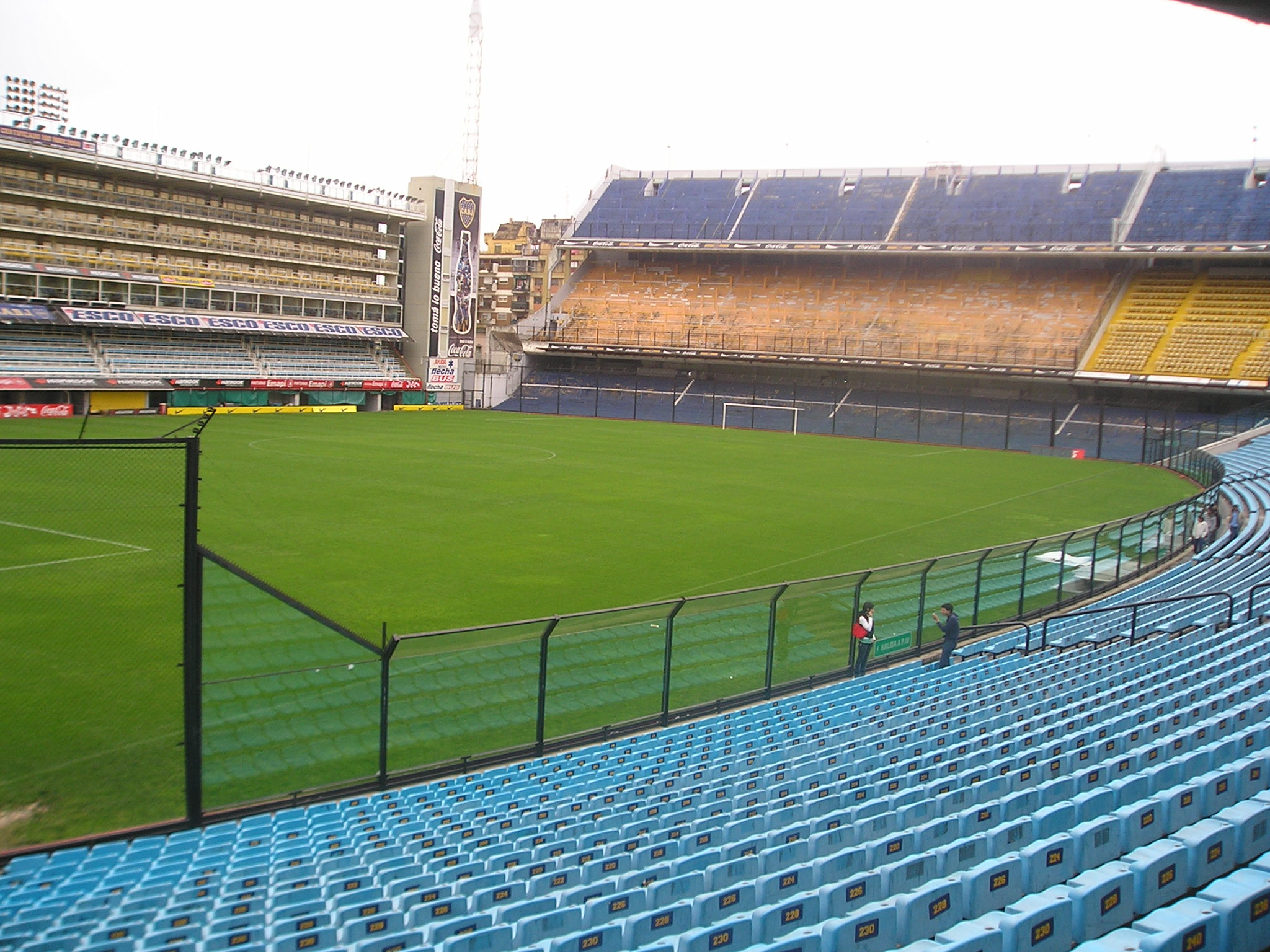
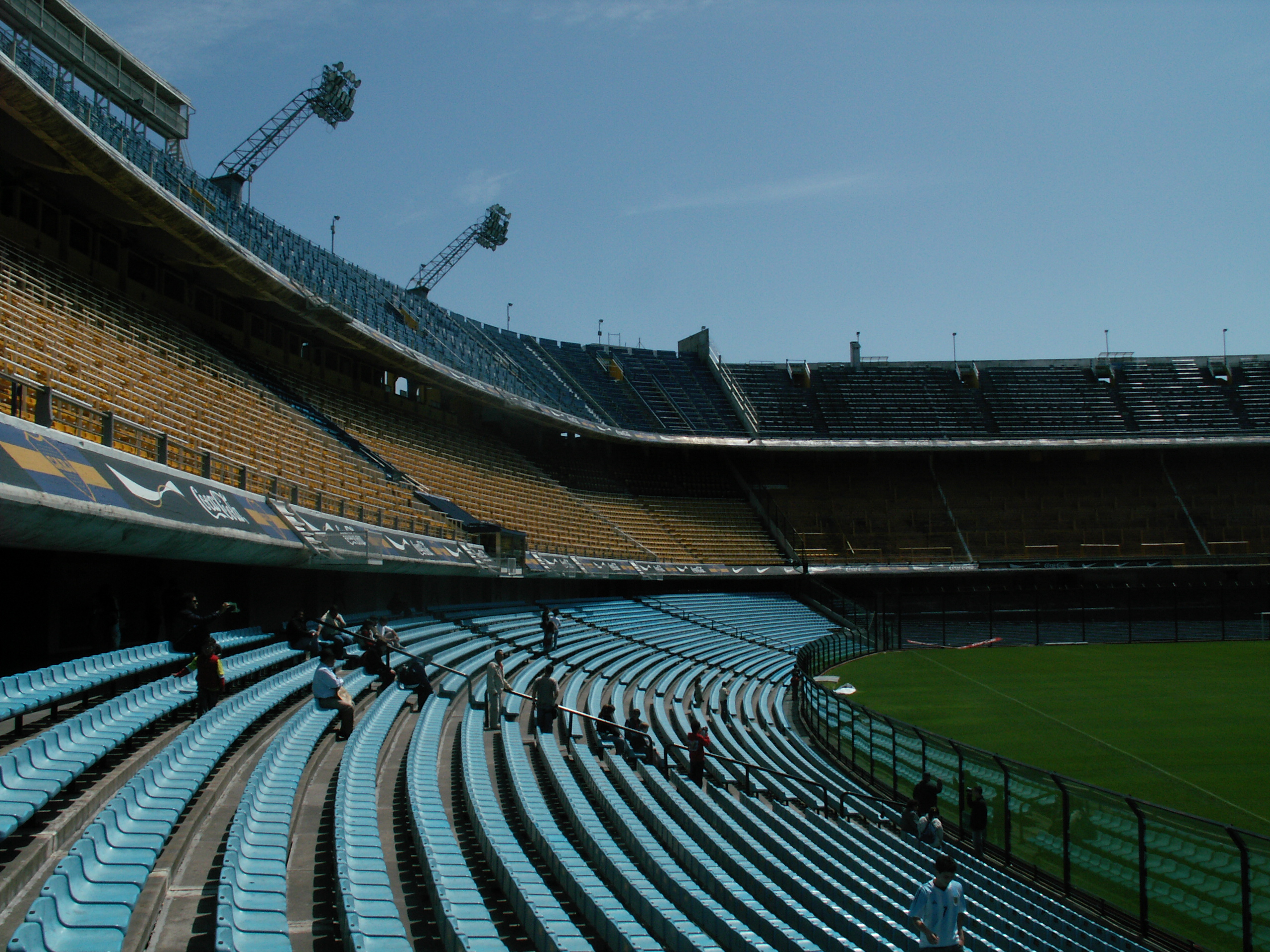
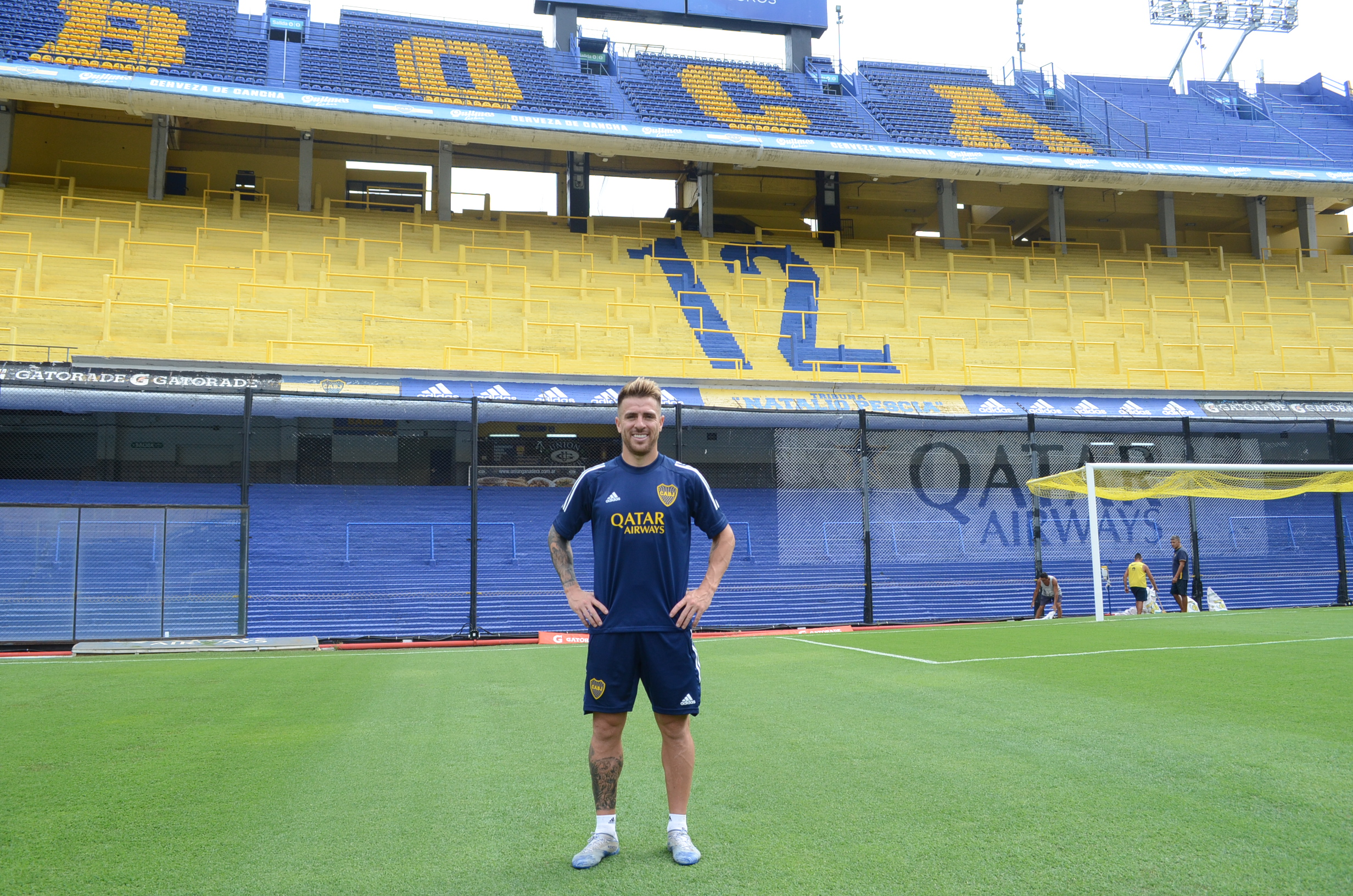
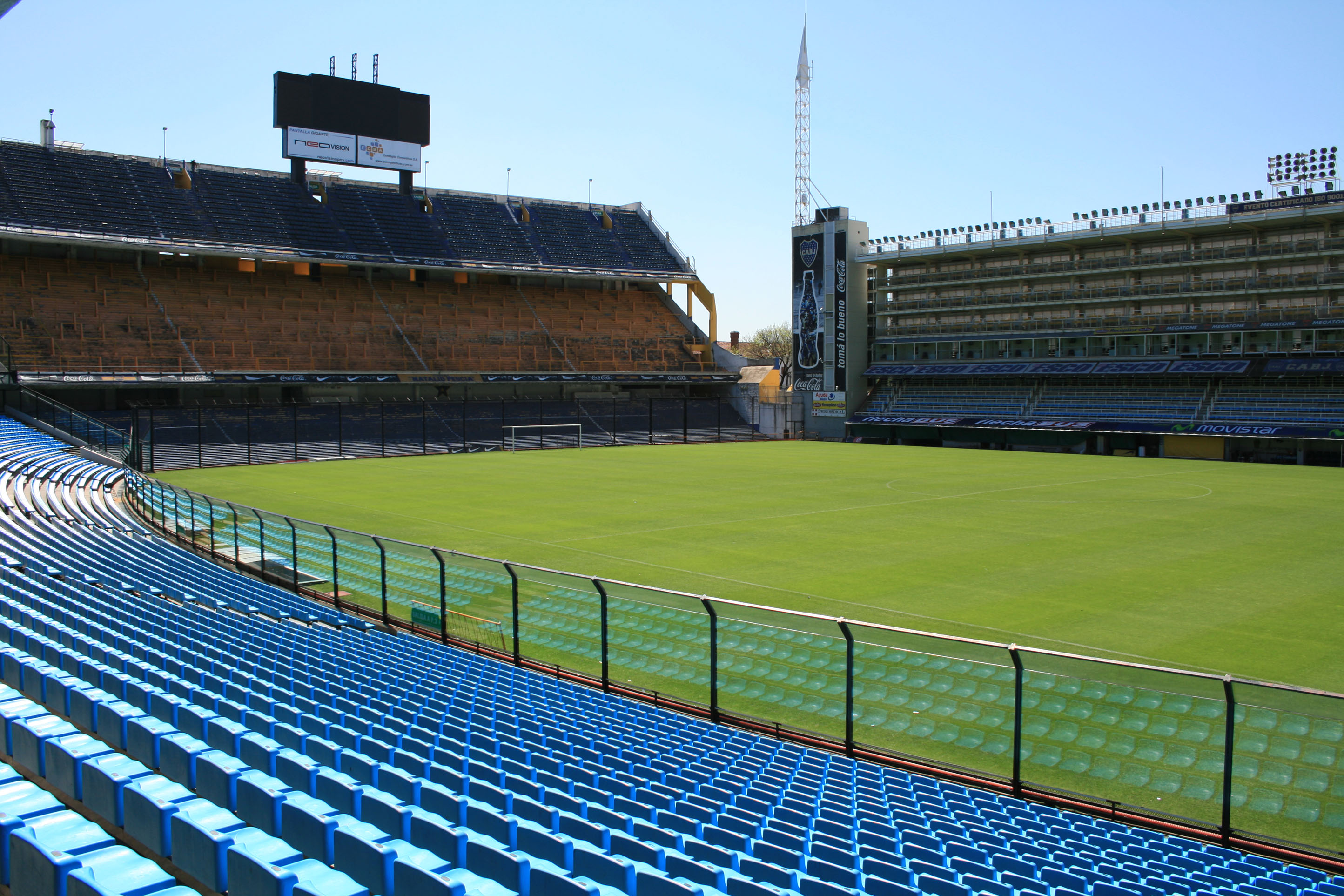
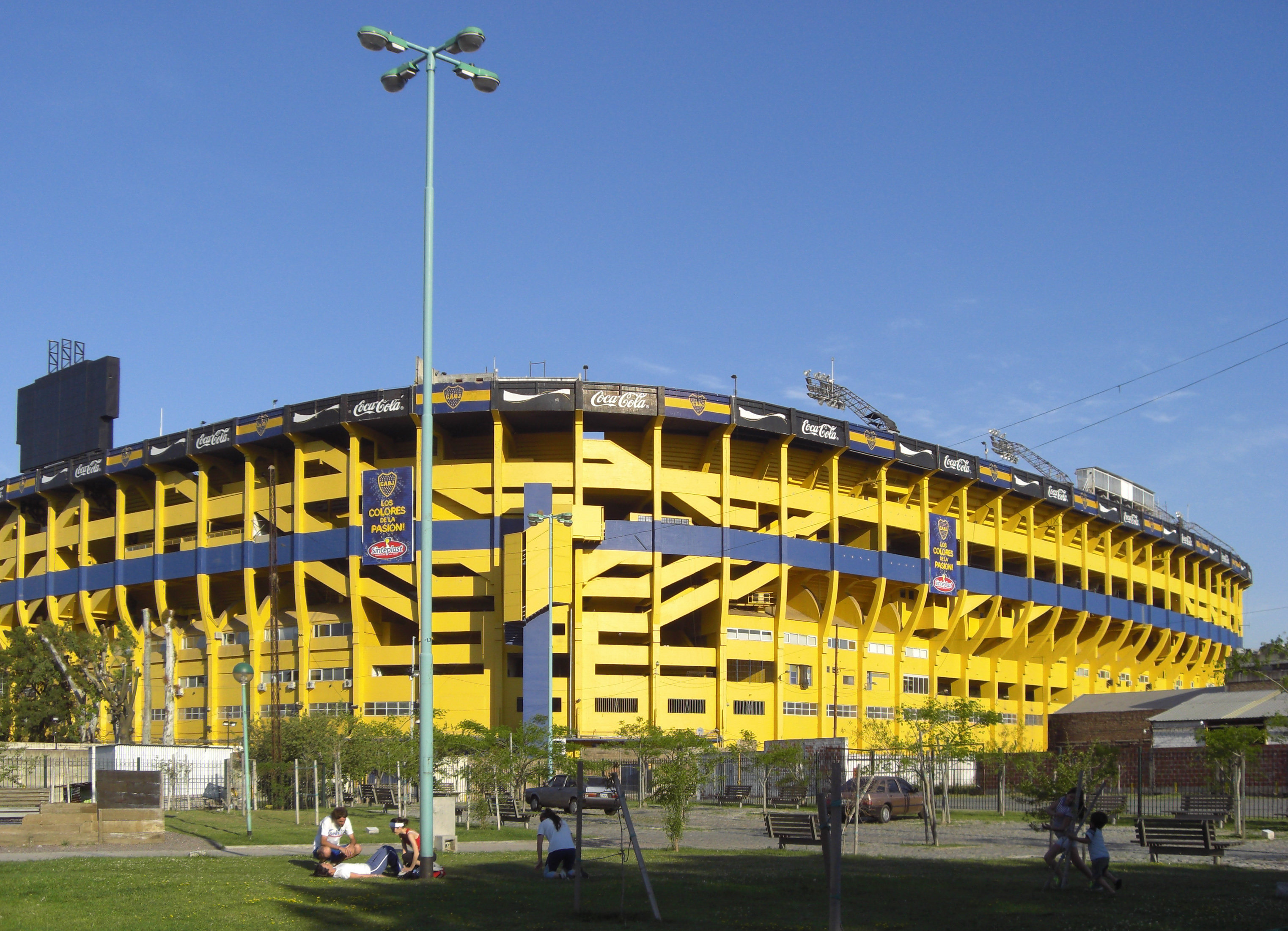
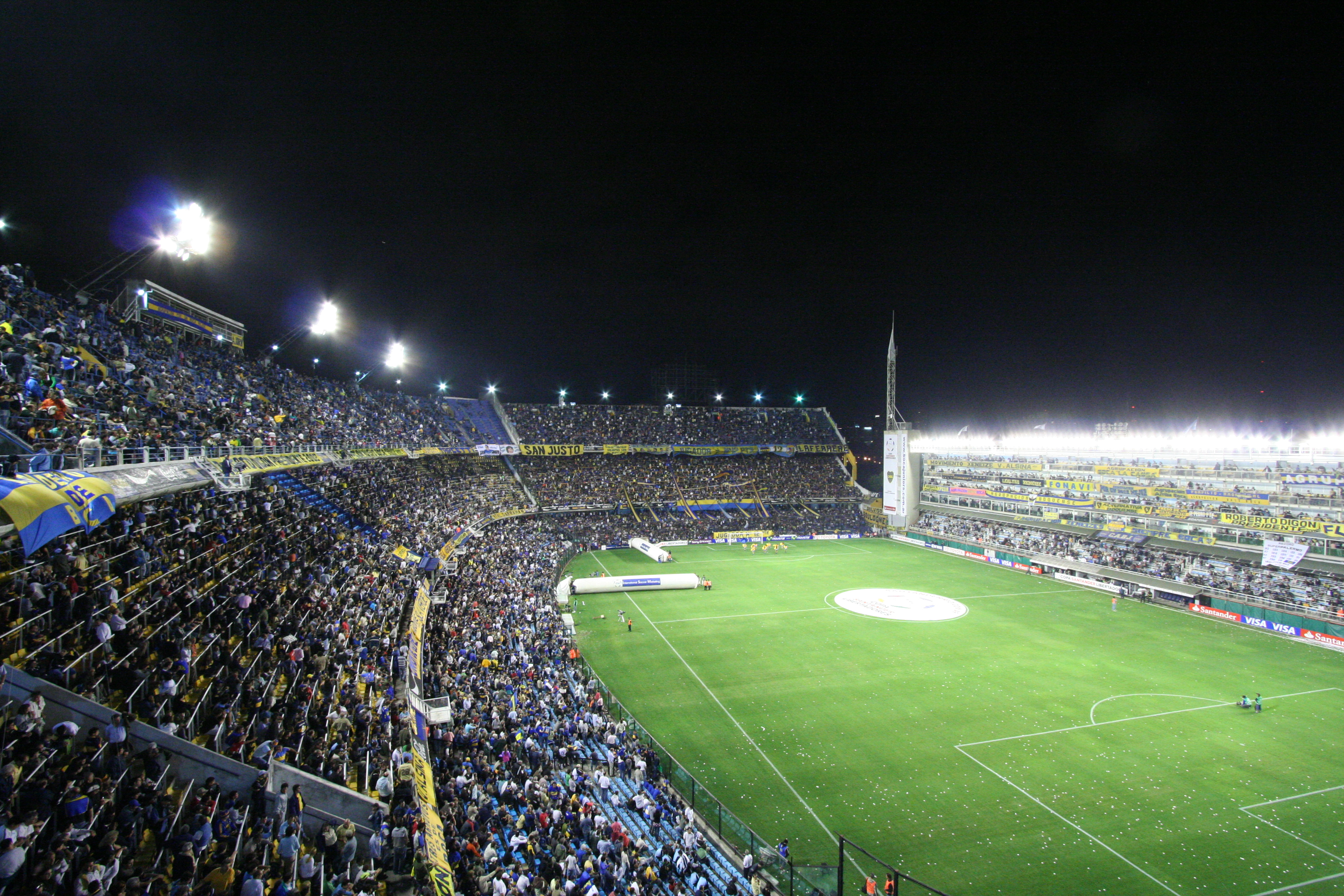

## وصلات خارجية
- تاريخ الملعب
- معلومات عن الملعب
- صور لا بومبونيرا